# Нова Осада (Люблінське воєводство)
Нова Осада (пол. Nowa Osada) — село в Польщі, у гміні Годзішув Янівського повіту Люблінського воєводства.
Населення — 222 особи (2011).
У 1975-1998 роках село належало до Тарнобжезького воєводства.

## Демографія
Демографічна структура станом на 31 березня 2011 року:
|          | Загалом | Допрацездатний вік | Працездатний вік | Постпрацездатний вік |
| -------- | ------- | ------------------ | ---------------- | -------------------- |
| Чоловіки | 107     | 36                 | 62               | 9                    |
| Жінки    | 115     | 26                 | 66               | 23                   |
| Разом    | 222     | 62                 | 128              | 32                   |